# Edward Anthony McCarthy
Edward Anthony McCarthy (Cincinnati, 10 aprile 1918 – Cincinnati, 7 giugno 2005) è stato un arcivescovo cattolico statunitense.

## Biografia
Monsignor Edward Anthony McCarthy nacque a Cincinnati il 10 aprile 1918.

### Formazione e ministero sacerdotale
Compì gli studi per il sacerdozio al seminario "San Gregorio" e al seminario "Mt. Saint Mary" di Norwood.
Il 29 maggio 1943 fu ordinato presbitero per l'arcidiocesi di Cincinnati da monsignor John Timothy McNicholas. Conseguì poi un Master of Philosophy presso l'Athenaeum of Ohio. Nel 1947 ottenne il dottorato in diritto canonico presso la Pontificia Università Lateranense a Roma e l'anno successivo il dottorato in sacra teologia presso la Pontificia università "San Tommaso d'Aquino" a Roma con un elaborato intitolato "Epica: uno studio teorico dell'epica e del suo uso, insieme a una revisione storica dello sviluppo della dottrina su questo argomento".
Tornato in diocesi fu segretario di due arcivescovi, giudice del tribunale ecclesiastico matrimoniale e presidente di numerose commissioni diocesane.

### Ministero episcopale
Il 21 aprile 1965 papa Paolo VI lo nominò vescovo ausiliare di Cincinnati e titolare di Tamascani. Ricevette l'ordinazione episcopale il 15 giugno successivo dall'arcivescovo metropolita di Cincinnati Karl Joseph Alter, coconsacranti il vescovo ausiliare della stessa arcidiocesi Clarence George Issenmann e il vescovo di Steubenville John Anthony King Mussio. Partecipò alla quarta sessione del Concilio Vaticano II.
Il 25 agosto 1969 papa Paolo VI lo nominò vescovo di Phoenix. Prese possesso della diocesi il 2 dicembre successivo.
Il 17 settembre 1976 papa Paolo VI lo nominò arcivescovo coadiutore di Miami per assistere monsignor Coleman Francis Carroll la cui salute era in declino. Il 26 luglio 1977, alla sua morte, monsignor McCarthy gli succedette come secondo arcivescovo metropolita di Miami.
L'arcivescovo McCarthy avrebbe trasformato e influenzato quasi ogni aspetto della vita all'interno dell'arcidiocesi di Miami. Poco dopo essere arrivato, supervisionò la costruzione di un centro pastorale per la diocesi e ristrutturò le divisioni operative più importanti.
Nel 1978 istituì il centro per l'arricchimento familiare, l'ufficio del ministero laico, il programma per il diaconato permanente e l'ufficio delle relazioni comunitarie e dell'informazione pubblica.
Nel 1979 riorganizzò la curia in sette ministeri: servizi generali, affari temporali, formazione cristiana, servizio cristiano, servizi pastorali, persone e culto e vita spirituale. L'anno successivo pubblicò le "Linee guida pastorali per la preparazione al matrimonio", che richiedeva un periodo di attesa e preparazione di quattro mesi per tutte le coppie che cercavano di sposarsi nell'arcidiocesi.
Nel 1980 fu una figura chiave nell'offrire supporto e assistenza durante l'esodo di Mariel. Un anno dopo difese i diritti degli immigrati haitiani che erano detenuti sotto quella che sarebbe diventata nota come la politica di Wet feet, dry feet policy. Nel 1981 visitò il campo di Krome Avenue alla vigilia di Natale e poi inviò un telegramma al presidente Ronald Reagan per protestare contro la politica di detenzione indefinita dei rifugiati haitiani che rivendicavano asilo politico, un appello che si ripeterà per tutti gli anni '80. In risposta a questi eventi, nello stesso anno, supervisionò l'apertura del Centro cattolico haitiano "Pierre Toussaint" a Miami che forniva una casa spirituale, corsi di inglese, assistenza diurna e servizi di riferimento ai rifugiati haitiani. Nonostante questo fu criticato dal prete cattolico haitiano Gérard Jean-Juste che lo accusava di non aver fatto di più per i rifugiati haitiani e che attribuì la presunta indifferenza al razzismo di monsignor McCarthy. Come punizione, a padre Jean-Juste fu proibito dai suoi superiori di celebrare la messa in zona.
Sempre nel 1980 istituì l'ufficio per l'evangelizzazione e lanciò un piano quinquennale di evangelizzazione, incentrato su un tema diverso ogni anno: famiglia, parrocchia, fede, preghiera e amore.
Nel dicembre del 1981 si recò a Cuba con il vescovo ausiliare John Joseph Nevins, per assistere all'installazione dell'arcivescovo di San Cristóbal de la Habana Jaime Lucas Ortega y Alamino.
Nel 1983 dedicò la nuova sede degli uffici dell'arcidiocesi, il Centro pastorale di Miami Shores, edificio in stile spagnolo che aiutò a progettare.
Nel 1984 assistette all'erezione delle diocesi di Venice e la diocesi di Palm Beach.
Nel 1985, per dare "maggiore credibilità" alla posizione anti-abortista della Chiesa, promise "di assistere ogni donna di qualunque fede - o atea - che avesse bisogni finanziari e che scegliesse per suo figlio la vita piuttosto che la morte per aborto". Lo stesso anno convocò il primo sinodo arcidiocesano che durò fino al 1988. Esso venne visto come un metodo per rivitalizzare i fedeli all'interno dell'arcidiocesi. Esso fu un massiccio processo di tre anni di auto-esame e pianificazione per il futuro, che suscitò le opinioni e i suggerimenti di migliaia di cattolici. Fu anche il primo sinodo ad essere convocato in Florida in 28 anni.
Nel 1986 creò una nuova agenzia dell'arcidiocesi, ora nota come Catholic Health Services, per occuparsi esclusivamente della costruzione e gestione di appartamenti a basso costo e di strutture sanitarie per anziani.
Nel 1987 papa Giovanni Paolo II visitò Miami. Per la prima volta il pontefice fu costretto a fermare la sua messa pubblica a metà a causa di un imponente temporale. I gravi fulmini causarono la sospensione della liturgia a causa di problemi di sicurezza, un evento che non si era mai verificato altrove durante i viaggi del papa. Il pontefice completò l'offertorio della messa all'interno di un trailer, mentre le folle si dispersero.
Nel 1988 fondò "Genesi", una casa per i malati di AIDS, e invocò coerentemente compassione e sostegno per le vittime della malattia. Lo stesso anno sponsorizzò la creazione dell'Università di San Tommaso, rendendola l'unica università cattolica sponsorizzata da una diocesi in Florida.
Nel 1990 creò il consiglio pastorale arcidiocesano, composto principalmente da laici, per consigliarlo sulla gestione dell'arcidiocesi. Istituì anche una commissione sociale per studiare questioni di giustizia sociale, proporre soluzioni e sostenere "il perseguimento della giustizia" in tutta l'arcidiocesi.
Nel 1991 ricevette il Premio per l'evangelizzazione "Papa Paolo VI" dalla National Catholic Evangelization Association.
Nel 1993 avviò Radio Peace, 13 ore di programmazione cattolica in inglese, spagnolo e creolo haitiano, su WKAT-AM 1360. Nel maggio di quell'anno per celebrare il 50º anniversario della sua ordinazione sacerdotale, creò l'Archbishop McCarthy Foundation for Child Care, una dotazione arcidiocesana che iniziò con 235 000 dollari raccolti durante una cena in suo onore.
Nell'autunno 1998 partecipò all'innovativa benedizione di un nuovo liceo arcidiocesano a lui intitolato, l'Archbishop Edward McCarthy High School di Fort Lauderdale che continuò a visitare regolarmente.
Si oppose fortemente, da solo o insieme agli altri vescovi della Florida, alla pena di morte, al gioco d'azzardo nei casinò, alle politiche di immigrazione restrittive, all'istituzione di cliniche che fornivano contraccettivi e a parlare dell'aborto agli studenti delle scuole superiori. Sostenne un sistema di crediti sulle tasse scolastiche per i genitori di bambini che frequentavano le scuole private.
Durante il suo mandato, la Florida del Sud subì un boom demografico. L'arcivescovo supervisionò lo sviluppo e la fondazione di molte nuove chiese. Nel suo ultimo anno iniziò la pianificazione di una nuova parrocchia e di un liceo nella parte occidentale della contea di Broward. La chiesa, consacrata nel 1994 ed eretta in parrocchia due mesi dopo il suo ritiro, nel 1995, porta il nome del suo santo "Saint Edward". La scuola sarebbe stata completata nel 1997, e l'arcivescovo John C. Favalora intitolò la struttura all'uomo che l'aveva resa possibile, divenne la Archbishop Edward McCarthy High School.
Ordinò il primo sacerdote nero dell'arcidiocesi, padre Sergio Carrillo, di origine cubana, nel 1982; il primo sacerdote haitiano dell'arcidiocesi, padre Jean Pierre, nel 1988 e il primo sacerdote nicaraguense dell'arcidiocesi, padre Oscar Brantome, nel 1989, che nel 1992 divenne anche il primo parroco nicaraguense.
Nel 1993 monsignor McCarthy presentò le sue dimissioni all'età di pensionamento obbligatoria di 75 anni. Il 3 novembre 1994 papa Giovanni Paolo II accettò la sua rinuncia al governo pastorale dell'arcidiocesi per raggiunti limiti di età.
Continuò ad essere attivo celebrando le cresime nelle parrocchie e servendo come direttore spirituale del movimento Ascending Life, un'organizzazione per i cattolici nell'età della pensione.
Morì nel sonno a Cincinnati il 7 giugno 2005 all'età di 87 anni. È sepolto nel cimitero cattolico di Nostra Signora della Misericordia a Miami.

## Genealogia episcopale e successione apostolica
La genealogia episcopale è:
- Cardinale Scipione Rebiba
- Cardinale Giulio Antonio Santori
- Cardinale Girolamo Bernerio, O.P.
- Arcivescovo Galeazzo Sanvitale
- Cardinale Ludovico Ludovisi
- Cardinale Luigi Caetani
- Cardinale Ulderico Carpegna
- Cardinale Paluzzo Paluzzi Altieri degli Albertoni
- Papa Benedetto XIII
- Papa Benedetto XIV
- Papa Clemente XIII
- Cardinale Bernardino Giraud
- Cardinale Alessandro Mattei
- Cardinale Pietro Francesco Galleffi
- Cardinale Giacomo Filippo Fransoni
- Cardinale Carlo Sacconi
- Cardinale Edward Henry Howard
- Cardinale Mariano Rampolla del Tindaro
- Cardinale Rafael Merry del Val
- Cardinale Tommaso Pio Boggiani, O.P.
- Arcivescovo John Timothy McNicholas, O.P.
- Arcivescovo Karl Joseph Alter
- Arcivescovo Edward Anthony McCarthy

La successione apostolica è:
- Vescovo John Joseph Nevins (1979)
- Vescovo Agustín Alejo (Aleido) Román Rodríguez (1979)
- Vescovo Norbert Mary Leonard James Dorsey, C.P. (1986)